# 打金枝

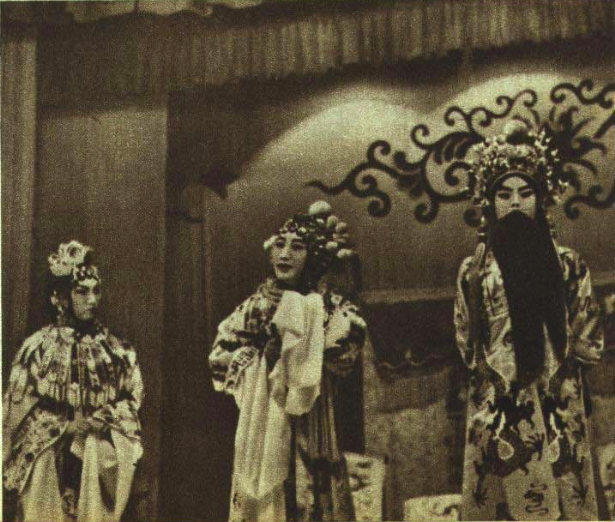
1952年晋剧《打金枝》

打金枝，又稱《汾陽富貴》、《福壽山》、《百壽圖》、《醉打金枝》，該劇全名為《滿床笏》，是晉劇著名傳統作品，後來更成了徽劇、漢劇、川劇、湘劇、婺劇、滇劇、桂劇、粵劇、同州梆子、秦腔、豫劇、河北梆子、越劇、評劇、京劇的劇目。。

## 剧情介绍
汾阳王郭子仪八旬寿辰，八子七婿纷纷前去拜寿，惟三子郭暧之妻昇平公主恃贵不至，郭暧心下愧忿，回去怒打公主。公主哭诉于帝，郭子仪亦亲缚其子上殿请罪，代宗非但不加责罚，反而温语相慰，还给郭暧升官进阶。最后，在代宗和沈皇后的共同劝解下，小夫妻重归于好。

## 其他形式
1949年后，寒聲、張萬一、張煥、王易風重新整理。1952年，由山西省晉劇團和太原市晉劇團合演。同年，在第一屆全國戲曲觀摩演出。1955年，打金枝被攝製成舞台藝術紀錄片。《醉打金枝》同年在香港，被攝製成粵劇電影，由黃千歲、羅艷卿、馮峰與半日安主演。

## 备注
1. ↑  历史上，升平公主是唐代宗和崔贵妃之女。沈氏实是唐代宗为广平郡王时的妾室，唐德宗生母，生前亦没有被册封为皇后。